# Finale della Coppa delle Coppe 1990-1991
La finale della 31ª edizione della Coppa delle Coppe UEFA è stata disputata il 15 maggio 1991 allo stadio De Kuip di Rotterdam tra Manchester Utd e Barcellona. All'incontro hanno assistito circa 43 500 spettatori. La partita, arbitrata dallo svedese Bo Karlsson, ha visto la vittoria per 2-1 del club inglese.

## Il cammino verso la finale
Il Manchester Utd di Alex Ferguson esordì contro gli ungheresi del Pécs battendoli con un risultato complessivo di 3-0. Agli ottavi di finale i gallesi del Wrexham furono sconfitti con un 5-0 tra andata e ritorno. Ai quarti i Red Devils affrontarono i francesi del Montpellier battendoli in trasferta 2-0, dopo aver impattato all'andata per 1-1 all'Old Trafford. In semifinale i sorprendenti polacchi del Legia Varsavia, capaci di eliminare i campioni in carica della Sampdoria, furono sconfitti 3-1 nella partita d'andata giocata in Polonia, che rese il ritorno di Manchester (1-1) una mera formalità.
Il Barcellona di Johan Cruijff, sostituito per un breve periodo da Carles Rexach, iniziò il cammino europeo contro i turchi del Trabzonspor venendo sconfitti inaspettatamente per 1-0 a Trebisonda, prima di rifilare un largo 7-2 al Camp Nou. Agli ottavi gli islandesi del Fram Reykjavík vennero battuti con un risultato complessivo di 5-1. Ai quarti di finale i Blaugrana affrontarono i sovietici della Dinamo Kiev, passando il turno grazie alla vittoria esterna per 3-2 e al pareggio per 1-1 di Barcellona. In semifinale gli italiani della Juventus, campioni in carica della Coppa UEFA, furono battuti 3-1 in Spagna, con i catalani sconfitti di misura a Torino.

## La partita
A Rotterdam va in scena la finale tra il Manchester United, che si presenta dopo la squalifica di 5 anni delle squadre inglesi, e il Barcellona, che ha stravinto la Liga. La partita è molto tesa, con gli spagnoli privi di Zubizarreta e Amor per squalifica, e di Stoichkov, per infortunio, che si trovano in difficoltà di fronte al pressing inglese. La prima rete arriva nel secondo tempo con Mark Hughes che ribatte di testa un tiro di Steve Bruce. Lo stesso ex blaugrana raddoppia sette minuti più tardi con un potente tiro. A dieci minuti dal termine il Barça accorcia le distanze con Ronald Koeman su calcio di punizione e, nonostante l'espulsione di Fernando Muñoz, si procura tantissime occasioni tra cui una rete annullata per fuorigioco inesistente ad Antonio Pinilla. Il tecnico scozzese Ferguson dirà che questi sono stati i "dieci minuti più brutti della mia vita", ma sarà comunque la sua squadra a sollevare il trofeo.

## Tabellino
| Arbitro: | Bo Karlsson |

|                 |           |            |
| Hughes 67’, 74’ | Marcatori | 79’ Koeman |

| Manchester United | Barcellona |

| Manchester Utd |    |                   |     |
|                |    |                   |     |
| POR            | 1  | Les Sealey        |     |
| DIF            | 2  | Denis Irwin       |     |
| DIF            | 3  | Clayton Blackmore |     |
| DIF            | 4  | Steve Bruce       |     |
| CEN            | 5  | Mike Phelan       |     |
| DIF            | 6  | Gary Pallister    |     |
| CEN            | 7  | Bryan Robson      | 78’ |
| CEN            | 8  | Paul Ince         |     |
| ATT            | 9  | Brian McClair     |     |
| ATT            | 10 | Mark Hughes       |     |
| CEN            | 11 | Lee Sharpe        |     |
| Allenatore:    |    |                   |     |
| Alex Ferguson  |    |                   |     |

| Barcellona    |    |                     |     |      |
|               |    |                     |     |      |
| POR           | 1  | Carles Busquets     |     |      |
| DIF           | 2  | Fernando Muñoz      | 84’ |      |
| DIF           | 3  | José Ramón Alexanko |     | 72'’ |
| CEN           | 4  | Ronald Koeman       |     |      |
| DIF           | 5  | Albert Ferrer       |     |      |
| CEN           | 6  | José Mari Bakero    | 76’ |      |
| CEN           | 7  | Andoni Goikoetxea   |     |      |
| CEN           | 8  | Eusebio Sacristán   |     |      |
| ATT           | 9  | Julio Salinas       |     |      |
| ATT           | 10 | Michael Laudrup     |     |      |
| CEN           | 11 | Txiki Begiristain   |     |      |
| Sostituzioni: |    |                     |     |      |
| ATT           | 16 | Antonio Pinilla     |     | 72’  |
| Allenatore:   |    |                     |     |      |
| Johan Cruyff  |    |                     |     |      |